# Episodi di Fiabe ungheresi (settima stagione)
La settima stagione di Fiabe ungheresi è stata prodotta tra il 2005 e il 2006 e trasmessa da Magyar Televízió negli stessi anni. In Italia è stata trasmessa da Rai Tre dal 2005.
| n° | Titolo originale           | Titolo italiano         | Prima TV Ungheria | Prima TV Italia |
| -- | -------------------------- | ----------------------- | ----------------- | --------------- |
| 1  | A háromágú tölgyfa tündére |                         | 2005              |                 |
| 2  | Gyöngyvirág Palkó          |                         | 2005              |                 |
| 3  | A víz tündére              |                         | 2006              |                 |
| 4  | Fából faragott Péter       |                         | 2005              |                 |
| 5  | Hogyan telt a gyermekkorom |                         | 2007              |                 |
| 6  | Kiskondás                  |                         | 2007              |                 |
| 7  | Nyúlpásztor                | Il guardiano di conigli | 2007              |                 |